# Kšen'
Lo Kšen' (in russo Кшень?) è un fiume della Russia europea, affluente di destra della Sosna (bacino del Don). Scorre nelle oblast' russe di Kursk, Lipeck e  Orël.
La fonte si trova sul rialto centrale russo, nel distretto Timskij (Oblast' di Kursk). Il fiume scorre in direzione settentrionale. La foce è a sud-est della città di Livny, nel distretto Livenskij rajon (Oblast' di Orël), a 123 km dalla foce della Sosna. La lunghezza del fiume è di 135 km. L'area del bacino idrografico è di 2 320 km². Gela da novembre (il ghiaccio dura circa 140 giorni) sino a marzo - aprile.